# انتخابات ریاست‌جمهوری افغانستان (۱۳۹۳)
سومین انتخابات ریاست‌جمهوری افغانستان برای انتخابات رئیس‌جمهور و معاون اول و دوم او در دو دور در فروردین و خرداد ۱۳۹۳ برگزار گشت که به موجب آن محمداشرف غنی پیروز انتخابات اعلام گردید. طبق توافق ملی قرار شد غنی رئیس‌جمهور و و شخصی با پیشنهاد عبدالله عبدالله رئیس اجرایی شود و پس از دو سال و با ویرایش قانون اساسی به نخست‌وزیری ارتقا یابد.
این انتخابات با مخالفت گسترده و اتهام تقلب از سوی عبدالله همراه شده‌بود و او نتیجهٔ انتخابات را نپذیرفت.
در نهایت و بعد از چند ماه کشمکش و توافق‌های گوناگون سرانجام با بازشماری آرا و با پادرمیانی حامد کرزی رئیس‌جمهور و شخصیت‌های جهادی عبدالله و غنی توافق کردند که برنده رئیس‌جمهور شود و فرد پیشنهادی نامزد رقیب با موافقت او رئیس اجرایی شود و پس از دو سال به نخست‌وزیری تغییر یابد.
دور نخست هم‌زمان با انتخابات شوراهای ولایتی (استانی) در تاریخ ۱۶ فروردین در سراسر افغانستان برگزار شد که از میان ۸ نامزد عبدالله با ۴۵٪ و غنی با ۳۲٪ آرا به دور دوم رفتند؛ در این دور زلمی رسول و عبدرب رسول سیاف سوم و چهارم شدند. از میان ۱۱ نامزد سه تن کناره‌گیری کرده‌بودند. از ۷ میلیون شرکت‌کننده حدود ۶۴ درصد رای‌دهندگان مرد و ۳۶ درصد زن بودند.
در دور دوم بسیاری از مقامات و کاندیداهای انتخاباتی از عبدالله حمایت کردند، از جمله زلمی رسول و تیم انتخابات رسول سیاف و نیز رئیس مجلس نمایندگان و مجلس سنا. رسول سیاف سردار عبدالرشید دوستم را برای معاون اولی در کنار خود داشت. این دور انتخابات در ۲۴ خرداد برگزار شد.
نقش قوم‌ها در انتخابات بسیار مؤثر بود. عبدالله تاجیک و غنی پشتون است و رای او در استان‌ها براساس ترکیب قومی مشهود بود. همچنین ازبک‌ها و ترکمن‌ها به‌دلیل همیاری دوستم با غنی طرفدار غنی بودند.
طالبان این انتخابات را تحریم کرده و حملات متعددی را در روزهای قبل از انتخابات و در طول انتخابات ترتیب داد و در برخی مناطق که طالبان قدرت بیشتری دارند اصلاً انتخابات برگزار نشد. با این وجود برگزاری دور نخست این انتخابات بسیار رضایت‌بخش‌تر از انتخابات سال ۸۸ بود که تنها ۳۸ درصد افراد واجدان شرایط در آن شرکت کردند و با گزارش‌های متعددی از تقلب انتخاباتی همراه بود.
اما دور دوم اوضاع فرق می‌کرد. طبق نتیجهٔ کمیسیون مستقل انتخابات یک میلیون بیش از دور نخست در انتخابات شرکت کرده‌بودند. در میانهٔ شمارش آرا که رای غنی از عبدالله پیش بود، عبدالله با اعلام تقلب و درخواست مداخلهٔ سازمان ملل ارتباط خود با کمیسیون مستقل انتخابات را قطع کرد. او مدارکی را منتشر ساخت که باعث شد برخی مقامات بلندپایهٔ کمیسیون انتخابات استعفا کنند. پس از اعلام نتیجهٔ ابتدایی و پیروزی غنی با اختلاف ۱۳٪، عبدالله نتیجه را نپذیرفت و خود را پیروز قطعی انتخابات خواند و اعلام کرد زیر بار تقلب نخواهد رفت. سازمان ملل خواسته‌بود که رای‌های تقلبی از رای‌های پاک جدا شوند. رئیس کمیسیون انتخابات نیز تقلب را تأیید کرد و گفت که رای‌های تقلبی را جدا خواهند کرد. در حالی که عبدالله گفته ۲٫۵ میلیون رای ساختگی است.
با توافق دو نامزد با مشارکت جان کری وزیر وقت امور خارجه آمریکا قرار شد رای‌ها با هماهنگی دو ستاد بازشماری شود و رای‌های ناپاک جدا شود و توافقنامه‌ای ملی برای تقسیم قدرت انجام شد. در میانهٔ بازشماری روند اختلاف‌ها بالا گرفت، غنی از تقسیم قدرت در صورت پیروزی سر باز زد و ستاد عبدالله از روند بازشماری رای‌ها کناره گرفت.
سرانجام با پادرمیانی کرزی و سران جهادی به تاریخ ۳۰ سنبله (شهریور) ۱۳۹۳ عبدالله و غنی توافق‌نامه‌ای امضا کردند که برندهٔ انتخابات رئیس‌جمهور و رئیس شورای وزیران باشد و کسی که نامزد رقیب پیشنهاد کرده به فرمان او «رئیس اجرایی» و رئیس هیئت وزیران شود. تا دو سال بعد نیز لویه جرگه تشکیل جلسه داده قانون اساسی را ویرایش و سمت نخست‌وزیری افزوده شود و رئیس اجرایی نخست‌وزیر گردد. پست‌های کلیدی نیز نصف نصف میان دو نامزد تقسیم می‌شود. چند ساعت پس نیز کمیسیون مستقل انتخابات اشرف غنی را پیروز انتخابات اعلام کرد. البته تعداد رای‌های نهایی نامزدان اعلام نشد.

## نامزدان/کاندیداها و معاونان
شمار نامزدان انتخابات ریاست جمهوری ۱۳۹۳ افغانستان به یازده نفر می‌رسید. هر یک از این نامزدان دو معاون داشتند که طبق قانون اساسی باید هنگام نامزد شدن ایشان را اعلام می‌کردند.
بین ۲۲ نامزد پست معاونت ریاست جمهوری سه نفرشان زن بودند.
براساس قانون اساسی افغانستان معاونان ریاست جمهوری باید تبعه افغانستان، مسلمان و متولد از والدین افغان باشند، تابعیت کشور دیگری را نداشته باشند و چهل ساله بوده و دادگاه صالح آنان را به جرم ارتکاب جرایم ضد بشری، جنایت یا محرومیت از حقوق مدنی محکوم نکرده باشد.

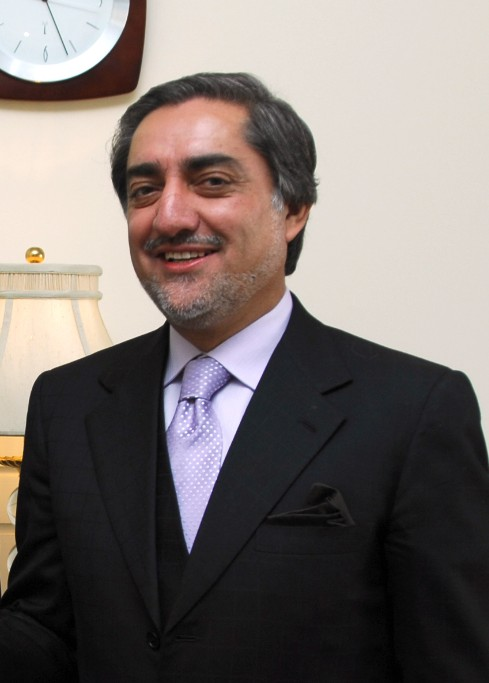
عبدالله عبدالله
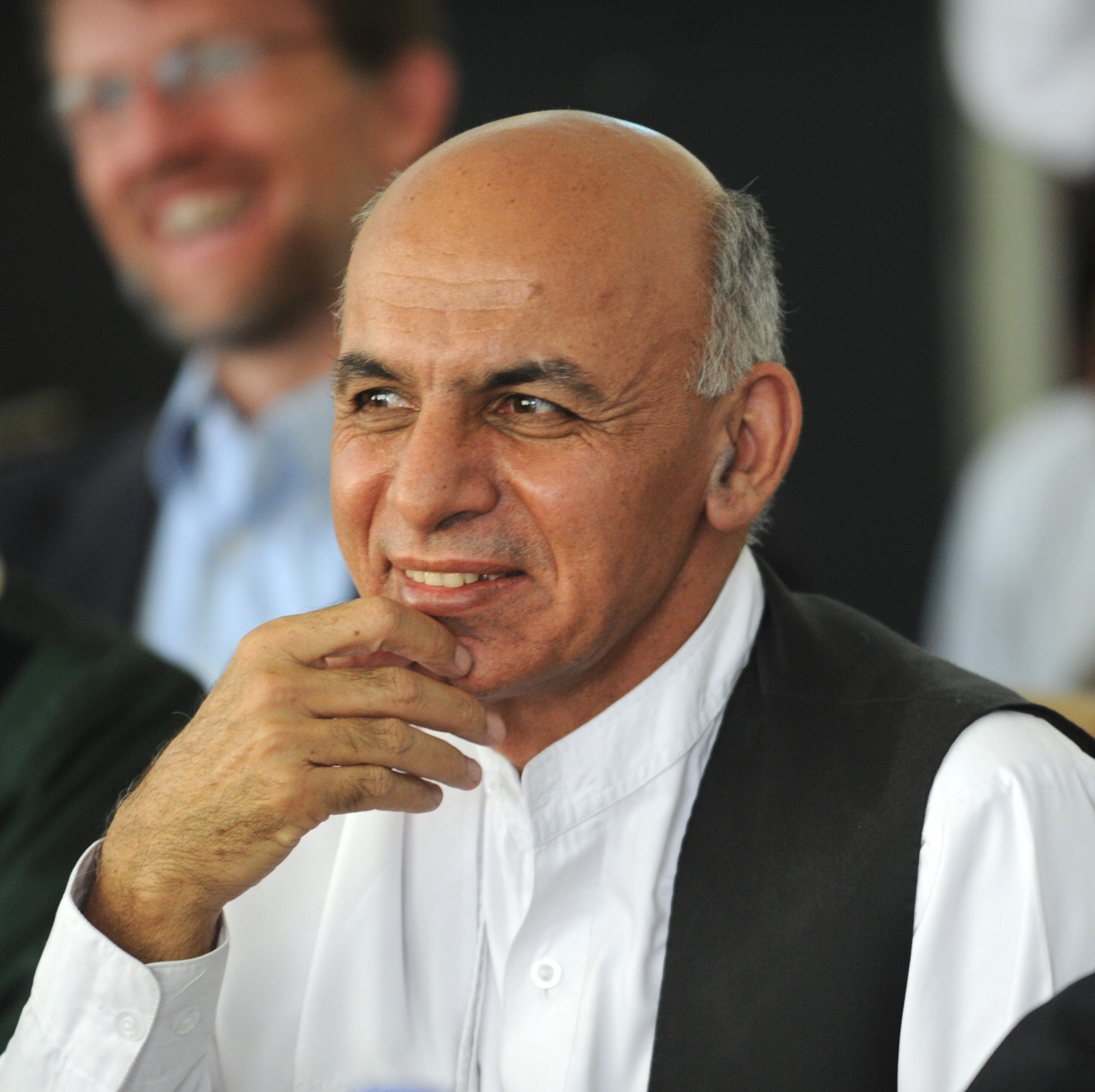
محمداشرف غنی احمدزی
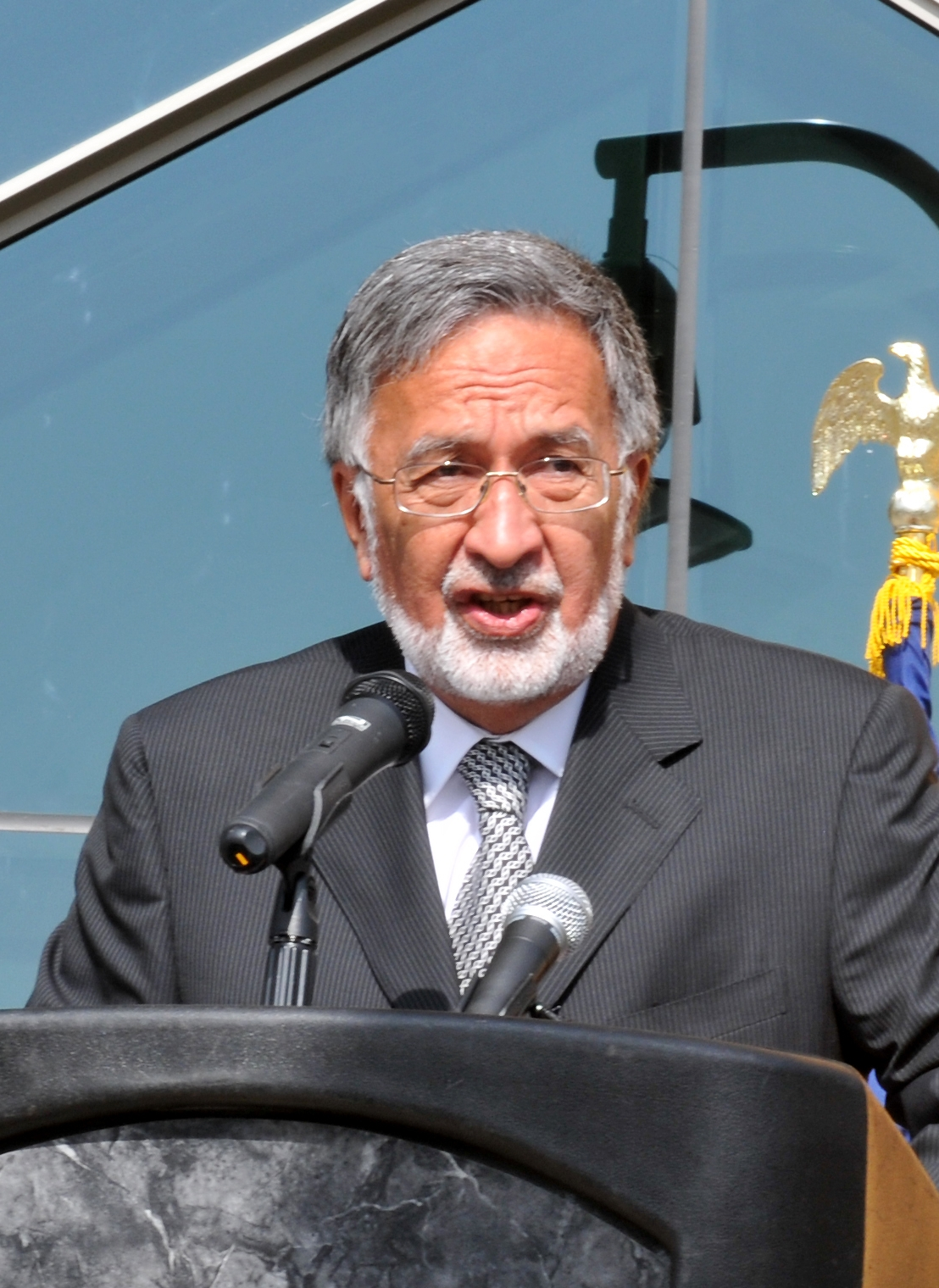
زلمی رسول
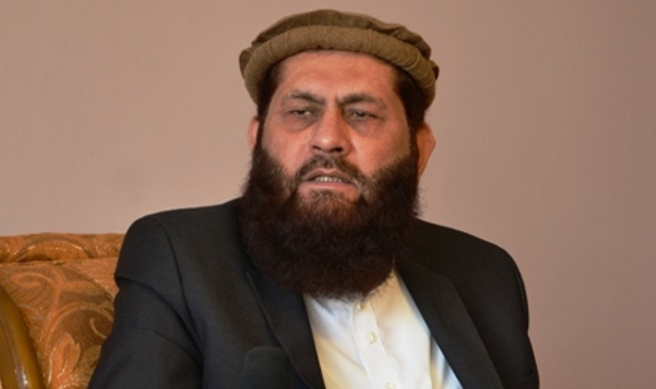
قطب‌الدین هلال
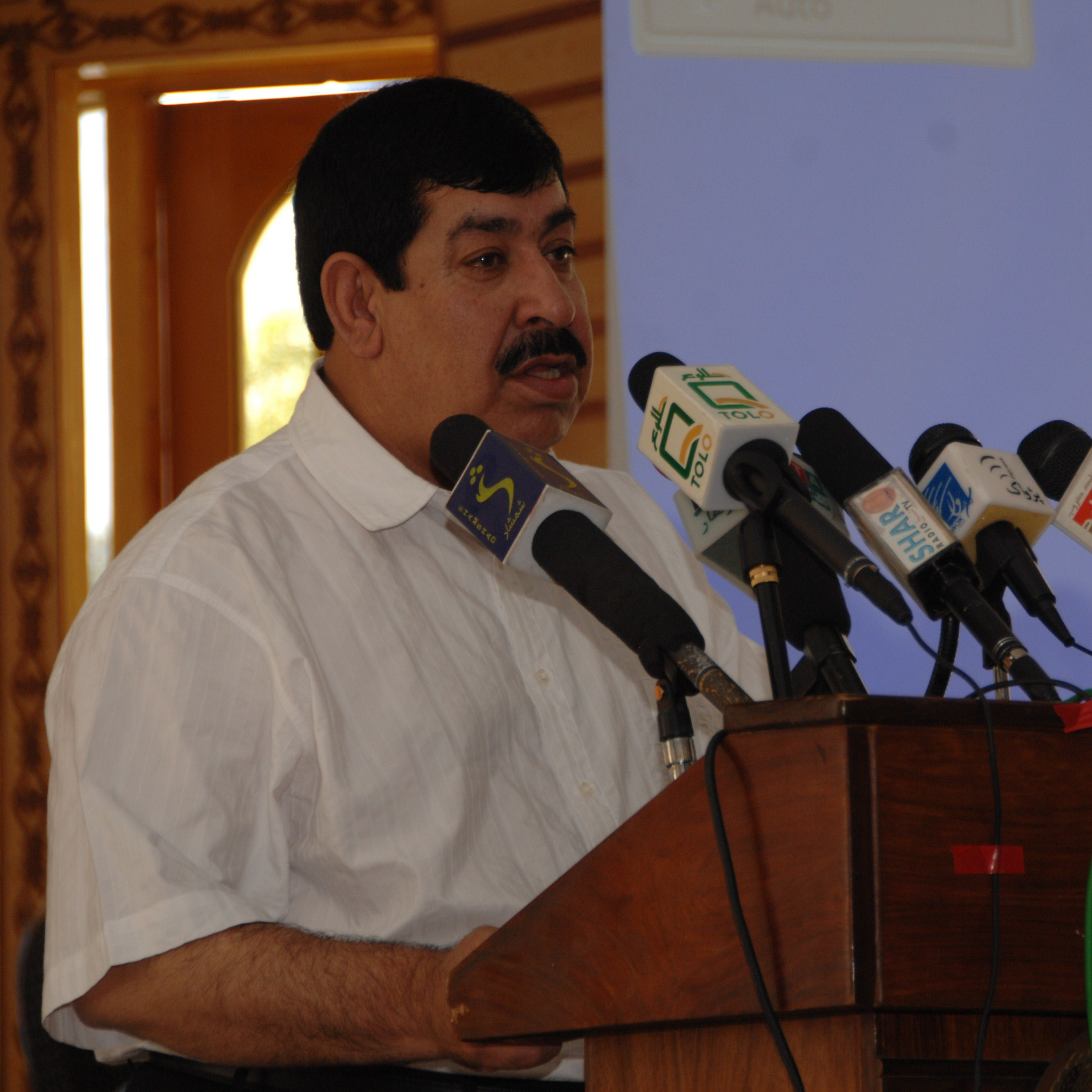
گل آغا شیرزی
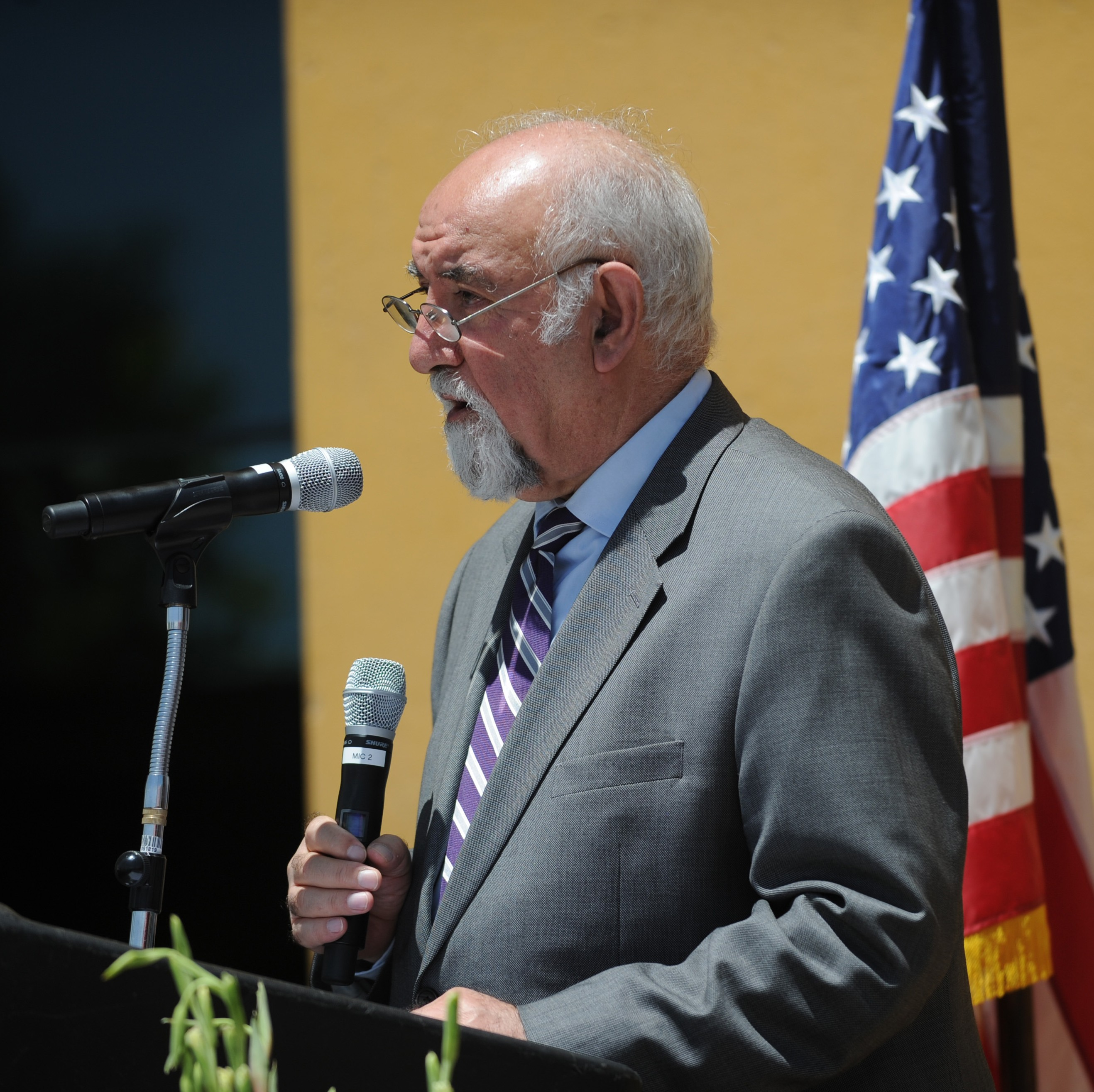
هدایت امین ارسلا

### عبدالله عبدالله
در این انتخابات، محمد خان و محمد محقق، معاونان اول و دوم عبدالله بودند.
در این انتخابات حزب اسلامی به رهبری عبدالهادی ارغنده‌وال، حزب وحدت اسلامی مردم، یک بخش عمده حزب جمعیت اسلامی و چند نهاد و برخی از شخصیت‌های پرنفوذ سیاسی از عبدالله حمایت می‌کنند.
عبدالله نامزد مورد حمایت جمعیت اسلامی افغانستان معرفی شد.
یک روز پیش از آغاز رسمی مبارزات انتخاباتی در افغانستان، مقامات در هرات گفتند دو تن از اعضای ستاد مبارزات انتخاباتی عبدالله عبدالله یکی در شهر هرات هدف تیراندازی قرار گرفته و کشته شدند. فاضل سنگچارکی، یکی از سخنگویان ستاد انتخاباتی عبدالله به خبرگزاری فرانسه گفت: «من می‌توانم تأیید کنم که افراد مسلح، دکتر همدرد را که قرار بود ریاست ستاد مبارزات انتخاباتی ما را در هرات به عهده داشته باشد، همراه با یکی دیگر از اعضای تیم شب امروز در هرات به قتل رساندند.»

### محمدداوود سلطان‌زوی
فرید احمد فضلی وکاظمیه محقق معاونان اول و دوم محمدداوود سلطان‌زوی بودند.
او در دور قبلی مجلس نمایندگان افغانستان با عنوان وکیل ولایت غزنی به این مجلس راه یافت و در سمت رئیس کمیسیون اقتصادی مجلس نمایندگان کار کرد.
اما پس از آنکه نتوانست وارد مجلس دوم شود، گردانندگی یک برنامه بحث‌محور به نام «داوود سلطان‌زوی» را در تلویزیون خصوصی طلوع بر عهده گرفت.
سلطان‌زوی در سال‌های اخیر با عنوان صاحب‌نظر، حضور پررنگی در رسانه‌های داخلی و بین‌المللی داشته‌است.

### محمداشرف غنی
عبدالرشید دوستم و غلام سرور دانش، معاونان اول و دوم غنی در انتخابات بودند.
غنی پس از انتخابات ریاست جمهوری ۱۳۸۳ خورشیدی به کابینه حکومت منتخب راه نیافت و به ریاست دانشگاه کابل منصوب شد. او پس از دو سال کار از این مقام کناره گرفت و به یکی از منتقدان حکومت کرزی بدل شد.
او در انتخابات ریاست جمهوری ۱۳۸۹ با حامد کرزی رئیس‌جمهوری کنونی رقابت کرد، اما رأی چندانی به دست نیاورد. کرزی، غنی را در دور دوم ریاست جمهوری خود مسئول برنامه انتقال مسئولیت امنیتی از نیروهای خارجی به نیروهای امنیتی داخلی کرد و قرار بود این برنامه تا زمان خروج نیروهای بین‌المللی از افغانستان در سال ۱۳۹۴ به پایان برسد.
علی احمد جلالی رئیس نهاد اجتماعی لویه جرگه با حمایت از غنی نوشت: ما از عمل و برنامه‌های انتخاباتی دکتر محمداشرف غنی حمایت می‌کنیم و در برنامه‌های کاریشان همکاری‌های جدی را با ایشان خواهیم کرد.

### زلمی رسول
احمدضیاء مسعود و حبیبه سرابی، معاونان اول و دوم زلمی رسول در انتخابات بودند.
رسول در دوازده سال پیش از این انتخابات از افراد نزدیک به حامد کرزی در ارگ ریاست‌جمهوری بوده و در بیشتر سفرهای مهم حامد کرزی را همراهی می‌کرد.
در ژانویه ۲۰۱۰ حامد کرزی رئیس‌جمهوری افغانستان او را نامزد سمت وزارت خارجه این کشور کرد و به شورای ملی افغانستان معرفی کرد که با اکثریت آرای اعضای حاضر مجلس وزیر امور خارجه افغانستان شد.

### قطب‌الدین هلال
عنایت الله عنایت و محمدعلی نبی‌زاده، معاونان اول و دوم قطب‌الدین هلال در انتخابات ریاست‌جمهوری بودند.
او در بخش‌های نظامی و مهندسی ساختمانی درس خوانده و مدتی را در وزارت دفاع افغانستان کار کرده‌است.

### گل آغا شیرزی
سیدحسین عالمی بلخی و محمدهاشم زارع، معاونان اول و دوم گل آغا شیرزی در انتخابات ریاست جمهوری بودند.
شیرزی در سال ۲۰۰۴ به عنوان والی ننگرهار در شرق افغانستان تعیین شد. او در این سمت فعالیت‌هایی در عرصه بازسازی ولایت ننگرهار کرد. این فعالیت‌ها در حدی بود که شیرزی به «بولدوزر» معروف شد.

### عبدالرب رسول سیاف
اسماعیل خان و عبدالوهاب عرفان از شخصیت‌های سابق جهادی به عنوان معاونان اول و دوم عبدالرب رسول سیاف برگزیده شدند.
به دنبال سقوط طالبان سیاف به کابل برگشت و در نقش‌های گوناگونی در ایجاد ساختارهای جدید قدرت در این کشور نقش بازی کرد. او در لویه جرگه اضطراری و قانون اساسی شرکت کرد و بعداً هم با عنوان نماینده مردم کابل به پارلمان افغانستان راه یافت. سیاف یک دانشگاه خصوصی نیز به نام «دعوت» در کابل ایجاد کرد.

### هدایت امین ارسلا
جنرال خداداد، وزیر پیشین مبارزه با مواد مخدر افغانستان و صفیه صدیقی، عضو سابق مجلس نمایندگان، معاونان اول و دوم هدایت امین ارسلا بودند.
او در دوران ریاست جمهوری حامد کرزی در دولت‌های موقت و انتقالی افغانستان عضویت داشت. در دور قبلی انتخابات ریاست‌جمهوری افغانستان در جایگاه نامزد انتخابات ریاست جمهوری این کشور با حامد کرزی رقابت کرد، ولی با کسب کمتر از سه هزار رأی در ردیف سی‌ام قرار گرفت.

### کنارکشیدگان

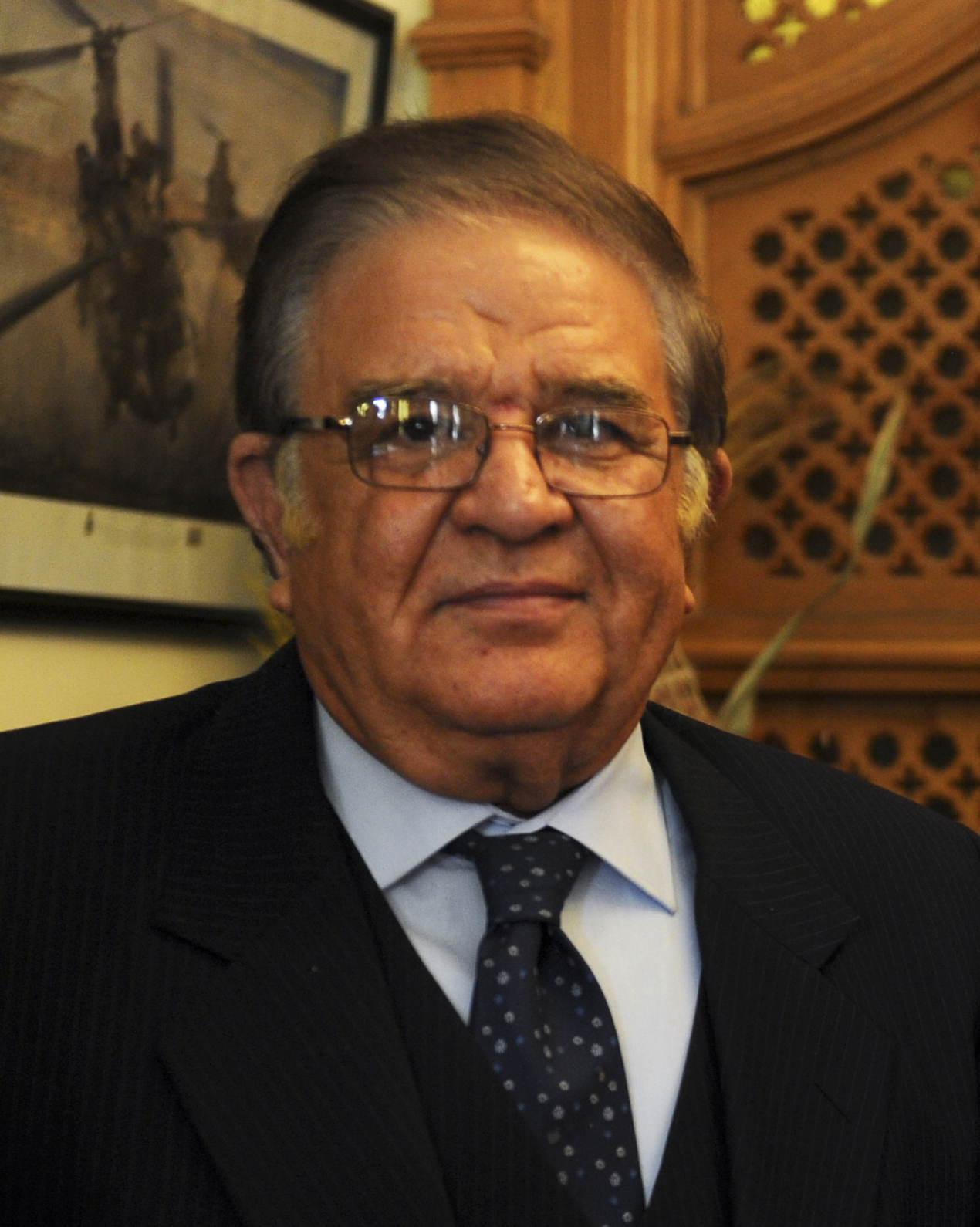
عبدالرحیم وردک

#### عبدالقیوم کرزی
عبدالقیوم کرزی برادر حامد کرزی رئیس‌جمهور افغانستان هرچند گفته‌بود کناره‌گیری نخواهد کرد، نیمهٔ اسفند (حوت) به نفع زلمی رسول کناره‌گیری کرد. حامد کرزی با استقبال از تصمیم برادرش گفت که خود او را به کناره‌گیری تشویق کرده‌است و این کار احتمال دخالت‌های خارجی را می‌کاهد. او گفت که حمایت برادرش از زلمی رسول تصمیمی شخصی بوده‌است.
کرزی، وحیدالله شهرانی و ابراهیم قاسمی را معاونان اول و دوم خود در انتخابات ریاست جمهوری معرفی کرده‌بود. قیوم کرزی با عنوان نماینده مردم قندهار به مجلس نمایندگان راه یافت، ولی به دنبال غیبت طولانی از مجلس و اعتراض شماری از اعضای مجلس به این غیبت، از عضویت در مجلس نمایندگان استعفا کرد.

#### عبدالرحیم وردک
عبدالرحیم وردک که جزو نامزدان تأیید صلاحیت‌شده بود، ۲۵ اسفند (حوت) از انتخابات کنار رفت. او دلیل کناره‌گیری‌اش را اعلام نکرد.
شاه عبدالاحد افضلی و سیدحسین انوری معاونان وی درانتخابات بودند.
وردک در یک سال پیش از انتخابات در مقام مشاور ارشد دفاعی و اصلاحات نظامی حامد کرزی کار کرد و قبل از ثبت نام برای نامزدی انتخابات ریاست‌جمهوری افغانستان از این سمت استعفا کرد.
جنرال وردک در سال ۲۰۰۴ بعد از انتخابات ریاست جمهوری، از سوی حامد کرزی، رئیس‌جمهوری افغانستان به سمت وزیر دفاع افغانستان منصوب شد. او در سپتامبر ۲۰۱۲، بعد از استیضاح پارلمان رد صلاحیت شد و بعد از آن به کارش در وزارت دفاع پایان داد.

#### محمدنادر نعیم
محمدنادر نعیم ۶ فروردین (حمل) به نفع زلمی رسول کناره‌گیری کرد.
نعیم، تاج محمد اکبر و عزیزالله پیام را که هر دو افراد کمتر شناخته شده در عرصه سیاسی افغانستان هستند، با عنوان معاونان اول و دوم خود در انتخابات معرفی کرده‌بود.
نعیم در سال ۲۰۰۳ و پس از فروپاشی طالبان به افغانستان بازگشت و در همکاری با ظاهرشاه که آن زمان لقب بابای ملت را کسب کرده بود، در موقف‌های مختلف دولتی کار کرد. با این حال، نادر نعیم در بیشتر از ده سال اخیر عمدتاً دور از فضای سیاسی در بخش‌های تجاری فعال بوده‌است. اما او در سال ۲۰۱۳ و قبل از ثبت نام با عنوان نامزد انتخابات ریاست جمهوری، به عنوان رئیس حرکتی به نام تحریک صدای مردم انتخاب شد.

### دور دوم
بر اساس نتیجهٔ انتخابات عبدالله عبدالله و محمداشرف غنی به دور دوم رفتند. طبق قانون نامزد پیروز در دور نخست باید اکثریت مطلق آرا را به دست آورد یعنی نیمی از آرا. عبدالله ۴۵٪ و غنی ۳۲٪ رای آورده‌بودند.
طبق نتیجهٔ نهایی غنی با ۵۶٪ آرا برندهٔ انتخابات اعلام شد.

#### عبدالله عبدالله
به تاریخ ۲۱ ثور (اردیبهشت) زلمی رسول که در دور نخست با ۱۲٪ رای در جایگاه سوم قرار گرفته‌بود پس از اعلام اولیهٔ نتیجهٔ نهایی و پیش از اعلام قطعی از عبدالله حمایت کرد. البته هنوز احمد ضیا مسعود معاون نخست وی و نیز عبدالقیوم کرزی حامی سرشناس او در انتخابات در برابر اقدام رسول موضعی نگرفته بودند.
البته جمیل کرزی رئیس حزب همبستگی ملی جوانان دیگر برادر حامد کرزی از او اعلام حمایت کرد. نیز محمود کرزی برادر دیگر وی.
همچنین گل آغا شیرزی نیز به گروه انتخاباتی عبدالله پیوست.
۱۳ جوزا (خرداد) نیز رسول سیاف رسماً از عبدالله حمایت کرد.
عبدالرئوف ابراهیمی رئیس مجلس نمایندگان و فضل هادی مسلمیار رئیس مجلس سنا نیز از عبدالله حمایت کردند.
هدایت امین ارسلا دیگر نامزد انتخابات نیز از عبدالله حمایت کرد.

#### محمداشرف غنی
داوود سلطان زوی دیگر نامزد انتخابات با پیوستن به گروه غنی از او حمایت کرد.

## مناظره‌ها
اولین مناظره نامزدهای انتخابات ریاست جمهوری را تلویزیون خصوصی طلوع برگزار کرد. اشرف غنی احمدزی، عبدالله عبدالله، زلمی رسول، عبدالرحیم وردک و عبدالقیوم کرزی از شرکت کنندگان این مناظره بودند.
در مدت ۹۰ دقیقه مناظره نامزدها برنامه خود را دربارهٔ امنیت و سیاست داخلی افغانستان بیان کردند. آنان در آغاز برای مدت ۱٫۳۰ دقیقه فرصت داشتند که دیدگاه کلی خود را ابراز کنند؛ ولی این مناظره میان مردم و صاحب نظران افغان واکنش‌های متفاوتی در پی داشت که تعدادی از آنان نبود برنامه مشخص در این مناظره را از مشکلات نامزدهای ریاست جمهوری می‌دانستند. خیلی‌ها این نامزدها را کپی حامد کرزی رئیس‌جمهور وقت افغانستان می‌دانستند و شعار آنان را دربارهٔ مبارزه با فساد اداری یک طنز سیاسی بیش نمی‌دانستند.

## حاشیه‌ها
کنفرانس ملی نسوان و انتخابات با حضور ۲۰۰ زن از سراسر افغانستان، سه شنبه ۱۵ دلو ۱۳۹۳ در کابل آغاز به کار کرد. هوسی وردک معاون این مؤسسه گفت که زنان در این کنفرانس مشکلات خود را با مقامات دولتی و نامزدان ریاست جمهوری مطرح خواهند کرد. او گفت مسئولان این نهاد پیش از این نیز کنفرانس‌هایی را در ولایت‌های شمالی و جنوبی افغانستان راه‌اندازی کرده و با زنان در مورد مشکلاتشان صحبت کرده‌اند.

## برگزاری
انتخابات در دو دور برگزار گردید. در دور نخست عبدالله اکثر نسبی رای‌ها را به دست آورد و به همراه غنی به دور دوم راه یافت. اما دور دوم اعلام شد عبدالله از او شکست خورد. وی نتیجهٔ انتخابات را نپذیرفت و ادعا کرد که در انتخابات تقلب گسترده صورت گرفته‌است. نورستانی رئیس کمیسیون مستقل انتخابات تقلب را تأیید کرد.

### دور نخست
انتخابات در از ساعت ۷ صبح آغاز شده با یک ساعت تمدید تا ۱۷ انجام یافت.
در برخی شعبه‌ها کمبود برگ رای گزارش شد.
در انتخابات هر رای‌دهنده بایست از پیش کارت رای‌دهی می‌گرفت. هنگام رای دادن کارت را با سوراخ کردن باطل کرده انگشت رای‌دهنده با دو رنگی مخصوص و ماندگارتر یکی شفاف و یکی نامریی رنگی می‌شود تا از تقلب جلوگیری شود.
نتیجهٔ اولیهٔ قرار بود ۸ ثور (اردیبهشت) و نتیجهٔ نهایی قرار بود ۲۳ ثور اعلام شود.

### دور دوم
انتخابات از ساعت ۷ به تاریخ ۲۴ جوزا آغاز گشت و تا ساعت ۱۶ ادامه داشت.
پیش از انتخابات طالبان مردم رای‌دهنده را تهدید کرده‌بود. با این حال حضور مردم گسترده گزارش شد به حدی که برگهٔ رای در برخی ولایت‌ها تمام شد.

## نظرسنجی‌ها
| منبع       | تاریخ بازبینی | عبدالله عبدالله | زلمی رسول | اشرف غنی احمدزی | رسول سیاف | گل آغا شیرزی | قطب الدین هلال |
| ---------- | ------------- | --------------- | --------- | --------------- | --------- | ------------ | -------------- |
| منبع       | تاریخ بازبینی |                 |           |                 |           |              |                |
| پیام آفتاب‏ | ۱۶ فروردین    | ۷۶٪             | ۷٪        | ۸٪              | ۷٪        | ۰٪           | ۱٪             |

## نتیجه
| رأی | ٪                                                     | رأی                                                   | ٪         |        |           |        |  |  |
| عبدالله عبدالله | جمعیت اسلامی افغانستان                                | محمد خان محمد محقق                                    | ۲٬۹۷۲٬۱۴۱ | ۴۵٫۰۰٪ | ۳٬۴۶۱٬۶۳۹ | ۴۳٫۵۶٪ |  |  |
| اشرف غنی احمدزی | مستقل                                                 | عبدالرشید دوستم غلام سرور دانش                        | ۲٬۰۸۴٬۵۴۷ | ۳۱٫۵۶٪ | ۴٬۴۸۵٬۸۸۸ | ۵۶٫۴۴٪ |  |  |
| زلمی رسول | مستقل                                                 | احمد ضیاء مسعود حبیبه سرابی                           | ۷۵۰٬۹۹۷   | ۱۱٫۳۷٪ |           |        |  |  |
| عبدالرب رسول سیاف | مستقل                                                 | اسماعیل خان عبدالوهاب عرفان                           | ۴۶۵٬۲۰۷   | ۷٫۰۴٪  |           |        |  |  |
| قطب‌الدین هلال | مستقل                                                 | عنایت‌الله عنایت محمدعلی نبی‌زاده                       | ۱۸۱٬۸۲۷   | ۲٫۷۵٪  |           |        |  |  |
| محمدشفیق گل‌آغا شیرزی | مستقل                                                 | سیدحسین عالمی بلخی محمدهاشم زارع                      | ۱۰۳٬۶۳۶   | ۱٫۵۷٪  |           |        |  |  |
| محمدداوود سلطان‌زوی | مستقل                                                 | فرید احمد فضلی کاظمیه محقق                            | ۳۰٬۶۸۵    | ۰٫۴۶٪  |           |        |  |  |
| هدایت امین ارسلا | مستقل                                                 | ژنرال خداداد صفیه صدیقی                               | ۱۵٬۵۰۶    | ۰٫۲۳٪  |           |        |  |  |
| رأی‌های باطله | رأی‌های باطله                                          | رأی‌های باطله                                          | ۵۷۶٬۳۰۳   | ۸٫۰۳٪  | ۱۶۱٬۸۶۷   | ۲٫۰۰٪  |  |  |
| |                                                       |                                                       |           |        |           |        |  |  |
| مجموع کل رای‌ها | مجموع کل رای‌ها                                        | مجموع کل رای‌ها                                        | ۷٬۱۸۰٬۸۴۹ | ۱۰۰٪   | ۸٬۱۰۹٬۴۰۳ | ۱۰۰٪   |  |  |
| |                                                       |                                                       |           |        |           |        |  |  |
| رأی‌های گرفته/درصد مشارکت | رأی‌های گرفته/درصد مشارکت                              | رأی‌های گرفته/درصد مشارکت                              | ۷٬۱۸۰٬۸۴۹ | ~۵۸٪   | ۸٬۱۰۹٬۴۰۳ |        |  |  |
| رأی‌های درست | رأی‌های درست                                           | رأی‌های درست                                           | ۶٬۶۰۴٬۵۴۶ | ~۵۵٪   | ۷٬۹۴۷٬۵۲۷ |        |  |  |
| رأی‌های باطله | رأی‌های باطله                                          | رأی‌های باطله                                          | ۵۷۶٬۳۰۳   | ~۳٪    | ۱۶۱٬۸۶۷   |        |  |  |
| رأی‌ندادگان | رأی‌ندادگان                                            | رأی‌ندادگان                                            | ~۵میلیون  | ~۴۲٪   |           |        |  |  |
| واجدان شرایط رأی‌دهی (واجدان ثبت‌نام‌کرده برای انتخابات) | واجدان شرایط رأی‌دهی (واجدان ثبت‌نام‌کرده برای انتخابات) | واجدان شرایط رأی‌دهی (واجدان ثبت‌نام‌کرده برای انتخابات) | ~۱۲میلیون | ۱۰۰٪   |           | ۱۰۰٪   |  |  |
| تعداد نهایی رای‌های دور دوم اعلام نشده‌است. منبع: «نتایج انتخابات ۱۳۹۳». کمیسیون مستقل انتخابات افغانستان. دریافت‌شده در ۲۵ اردیبهشت ۱۳۹۳.، «هر کدام از کاندیداهای ریاست جمهوری افغانستان چقدر رای آوردند؟». خبرگزاری فارس. ۲۵ اردیبهشت ۱۳۹۳.، «میزان مشارکت در انتخابات افغانستان: ۵۸ درصد». همشهری آنلاین. ۱۷ فروردین ۱۳۹۳. دریافت‌شده در ۲۵ اردیبهشت ۱۳۹۳.، «نتایج ابتدایی دور دوم انتخابات ریاست جمهوری». کمیسیون مستقل انتخابات افغانستان. دریافت‌شده در ۱۷ تیر ۱۳۹۳.، «با اعلام نتیجه ابتدایی؛ اشرف غنی برنده انتخابات ریاست جمهوری افغانستان معرفی شد». خبرگزاری فارس. ۱۶ تیر ۱۳۹۳. |                                                       |                                                       |           |        |           |        |  |  |

| درصد رای به نسبت کل رای‌ها در دور نخست | درصد رای به نسبت کل رای‌ها در دور نخست | درصد رای به نسبت کل رای‌ها در دور نخست | درصد رای به نسبت کل رای‌ها در دور نخست | درصد رای به نسبت کل رای‌ها در دور نخست |
| ------------------------------------- | ------------------------------------- | ------------------------------------- | ------------------------------------- | ------------------------------------- |
|                                       |                                       |                                       |                                       |                                       |
| عبدالله                               | عبدالله                               |                                       | ۴۱٫۳۹٪                                | ۴۱٫۳۹٪                                |
| غنی                                   | غنی                                   |                                       | ۲۹٫۰۳٪                                | ۲۹٫۰۳٪                                |
| رسول                                  | رسول                                  |                                       | ۱۰٫۴۶٪                                | ۱۰٫۴۶٪                                |
| سیاف                                  | سیاف                                  |                                       | ۶٫۴۸٪                                 | ۶٫۴۸٪                                 |
| هلال                                  | هلال                                  |                                       | ۲٫۵۳٪                                 | ۲٫۵۳٪                                 |
| شیرزی                                 | شیرزی                                 |                                       | ۱٫۴۴٪                                 | ۱٫۴۴٪                                 |
| سلطان‌زوی                              | سلطان‌زوی                              |                                       | ۰٫۴۳٪                                 | ۰٫۴۳٪                                 |
| امین ارسلا                            | امین ارسلا                            |                                       | ۰٫۲۲٪                                 | ۰٫۲۲٪                                 |
| باطله                                 | باطله                                 |                                       | ۸٫۰۳٪                                 | ۸٫۰۳٪                                 |

| درصد رای به نسبت کل رای‌ها در دور دوم (اولیه) | درصد رای به نسبت کل رای‌ها در دور دوم (اولیه) | درصد رای به نسبت کل رای‌ها در دور دوم (اولیه) | درصد رای به نسبت کل رای‌ها در دور دوم (اولیه) | درصد رای به نسبت کل رای‌ها در دور دوم (اولیه) |
| -------------------------------------------- | -------------------------------------------- | -------------------------------------------- | -------------------------------------------- | -------------------------------------------- |
|                                              |                                              |                                              |                                              |                                              |
| غنی                                          | غنی                                          |                                              | ۵۵٫۳۲٪                                       | ۵۵٫۳۲٪                                       |
| عبدالله                                      | عبدالله                                      |                                              | ۴۲٫۶۹٪                                       | ۴۲٫۶۹٪                                       |
| باطله                                        | باطله                                        |                                              | ۲٫۰۰٪                                        | ۲٫۰۰٪                                        |

محمداشرف غنی احمدزی پیروز انتخابات اعلام شد ولی تعداد نهایی رای‌ها اعلام نشد.

### تقلب در دور دوم
ستاد عبدالله عبدالله اعلام کرد که در دور دوم انتخابات تقلبی گسترده صورت گرفته‌است. وی پیش از اعلام نتایج در میانهٔ شمارش رای‌ها ارتباطش با کمیسیون انتخابات را قطع کرد و خواستار میانجیگری سازمان ملل و نظارت ٱن بر انتخابات شد که کرزی این پیشنهاد را پذیرفت.
او برای تأیید مدعای خود مدرک‌هایی نیز منتشر کرد، از جمله صدایی ضبط‌شده از گفتگوی تلفنی «ضیاءالحق امرخیل» رئیس دبیرخانهٔ کمیسیون انتخابات با کارگزاران محلی که نشان‌دهندهٔ تقلب در انتخابات بود، و فیلمی که نشان می‌داد تعدادی نظامیان در اتاقی مشغول پر کردن برگه‌های رای برای غنی هستند.
امرخیل در پی انتشار این نوار دوم سرطان (تیر) از سمت خود استعفا کرد. عبدالله در واکنش بدین استعفا گفت که مسئول تقلب در انتخابات باید در برابر قانون پاسخ‌گو باشد. در پی این اتفاق طرفداران عبدالله در کابل تظاهرات کردند.
«کای آیده» که در سال ۱۳۸۸ نمایندهٔ ویژهٔ سازمان ملل در افغانستان برای نظارت بر انتخابات بود اعلام کرد که در این انتخابات تقلب بسیار بیشتری صورت گرفته‌است. توماس جانسون یک پژوهشگر ارشد آمریکایی در مرکز مطالعات راهبردی افغانستان نیز بعدها مدعی شد که محمد اشرف غنی با مهندسی انتخابات به ریاست جمهوری رسیده‌است. وی مدعی شده بود که اشرف غنی در دور نخست انتخابات از مناطقی که آراء کمی بدست آورده بود، در دور دوم به‌طور باورنکردنی به نفع وی دستکاری شده بود. در تحلیلی داده‌های مرکز رأی‌گیری نشان می‌دهد که در ۶۰۶ مرکز اشرف غنی توانسته‌است که ۱۰۰ درصد آراء را کسب کند و در ۹۰۰ مرکز دیگر تقریباً تمامی آراء به نفع غنی ریخته شده بود. وی همچنین در گزارش خود تأکید می‌کند که از نظر ریاضی و با توجه به داده‌های دموگرافیکی افغانستان و نتایج ۴۶ در برابر ۳۲ درصد دور نخست انتخابات پیروزی اشرف غنی ناممکن بود، کارشناسان برتر تحلیل آماری در ایالات متحده با استفاده از هر مدل کامپیوتری رایج برای تحلیل رأی‌گیری و انتخابات عبدالله عبدالله را پیروز انتخابات می‌دانند. به در انتخابات گذشته نیز پس از بازشماری رای‌ها و رسیدگی به شکایت‌ها مشخص شد کرزی که رقیب عبدالله بوده‌است کمی پایین‌تر از نیم رای آورده‌است و انتخابات باید به دور دوم برود، که البته با کناره‌گیری عبدالله دور دوم برگزار نشد.
سازمان ملل خواستار جداسازی رای‌های باطله و تقلبی از رای‌های پاک شد. رحمت‌الله نبیل رئیس پیشین اداره امنیت ملی افغانستان بعدها در برنامه تلویزیونی که از شبکه طلوع پخش می‌شد، مدعی شد که توافق‌هایی بین حامد کرزی و محمد اشرف غنی صورت گرفته بود. در دوره دوم ریاست جمهوری حامد کرزی کمیسیون انتقال مسئولیت‌های امنیتی از نیروهای بین‌المللی به نیروهای امنیتی داخلی به منظور فراهم کردن فرصت کمپین انتخاباتی برای یک کاندید خاص تشکیل شد. همچنین در زمان برگزاری این انتخابات یک ماشین چاپ کارت رأی دهی (جعلی) در منزل یکی از مقامات بالا رتبه در دولت وحدت ملی به ریاست جمهوری محمد اشرف غنی قرار داده شده بود.
غنی ادعا کرد که جای اعتراضی برای عبدالله نمانده‌است.
در حالی که عبدالله ادعا کرده‌است که در انتخابات دو و نیم میلیون رای تقلبی درست شده‌است. طبق نتایج اعلامی کمیسیون انتخابات مشارکت در دور دوم یک میلیون افزایش داشته‌است.
احمد یوسف نورستانی رئیس کمیسیون مستقل انتخابات که با پنج روز تأخیر نتیجهٔ انتخابات را در ۱۶ سرطان اعلام می‌کرد، تقلب در دوم را تأیید کرد. عبدالله نتیجهٔ انتخابات را نپذیرفت. ستاد او این را کودتایی علیه رای مردم خواند. فردای اعلام نتایج انتخابات، در تجمع بزرگ هوادرانش در کابل خود را پیروز قطعی انتخابات خواند و گفت که هرگز زیر بار تقلب نخواهد کرد. وی گفت که دنبال تجزیهٔ افغانستان و جنگ داخلی نیست و افغانستانی واحد و باعزت می‌خواهد.
عبدالله گفت که حکومتی موازی تشکیل خواهد داد. کرزی اعلام کرد که نتیجهٔ نهایی برنده را مشخص خواهد کرد. غنی نیز طرفین را به گفتگو فراخوانده و گفته‌است که کار به حکومت موازی نخواهد کشید.
حتی معاون عبدالله پیشنهاد تشکیل دولت انتقالی را داد.
در ۲۱ سرطان دو نامزد با پادرمیانی کری وزیر خارجهٔ آمریکا توافق کردند که با نظارت جامعهٔ جهانی و سازمان ملل و ستادهای انتخاباتی هر دو نامزد همهٔ رای‌ها بازشماری شود و نتیجه هرچه شد بپذیرند و سپس دولت وحدت ملی تشکیل دهند. نامزدان از کرزی خواستند تا پایان بازشماری رای‌ها تحلیف را عقب بیندازد. غنی گفت: «من و برادرم داکتر عبدالله توافق کردیم که هر رای، زیر نظر جامعهٔ جهانی، به صورت شفاف بررسی شود و ما دو این توان را داریم که اختلاف‌ها را کنار بگذاریم و برای آیندهٔ مردم افغانستان کار کنیم.»
کرزی از این توافق استقبال کرد. عبدالله نیز از حامیانش خواست که به اعتراض‌های خیابانی پایان دهند
بازشماری با تأخیر ۲۶ سرطان آغاز شد که سه هفته ادامه داشت.
بر اساس آنچه رسانه‌ها از توافق غنی و عبدالله منتشر کردند، تغییر ساختار نظام از ریاستی به مجلس‌محوری، تعدیل قانون‌اساسی، ایجاد سمت رئیس اجرایی و تبدیل آن به نخست‌وزیر از مهم‌ترین بندهای این توافق‌نامه به‌شمار می‌رفت. رئیس‌جمهور آیندهٔ افغانستان موظف بود تا لویه جرگه را برای تعدیل قانون‌اساسی افغانستان فراخوانده ظرف ۲ سال آینده مقام نخست‌وزیری را رسمی ایجاد کند. گزینش مقام‌های کلیدی امنیت ملی و نهادهای اقتصادی حکومت وحدت ملی را با در نظرداشت اصل برابری و تساوی، رئیس‌جمهور و اپوزیسیون (گروه بازنده) شکل می‌دهند. نیز گماشتن و برداشتن در وزارت‌خانه‌ها و سمت‌های کلیدی در سطح ولایت‌ها، با در نظرداشت اصل نمایندگی عادلانه از سوی رئیس‌جمهور با مشورت اپوزیسیون خواهد بود. به منظور توانمندسازی مردم و در نظرداشت پیش‌شرط‌های صلح و ثبات امنیت، رشد اقتصادی، حاکمیت قانون، عدالت، «حکومت وحدت ملی» باید ایجاد اصلاحات فراگیر را در اولویت خود قرار دهد. حکومت وحدت ملی تعهد می‌کرد که در مدت یک سال با رفع نارسایی‌های انتخابات گذشته اصلاحات بنیادینی را در نظام انتخاباتی افغانستان به میان می‌آورد. دیگر اینکه تا زمانی که مقام نخست‌وزیری بر بنیاد قانون‌اساسی ایجاد شود، همهٔ وظیفهٔ نخست‌وزیر را مقام رئیس اجرایی خواهد کرد؛ این مقام به فرمان رئیس‌جمهور ایجاد شده رئیس اجرایی به انتخاب نامزد بازنده (اپوزیسیون) تعیین خواهد شد. رئیس‌جمهور مکلف به ایجاد اپوزیسیون خواهد بود اما رهبر اپوزیسیون را تیم بازنده برخواهد گزید. در نهایت رئیس‌جمهور تعهد می‌کرد که نهادهای کلیدی امنیتی را حداقل ۳ ماه بی‌تغییر و به حالت کنونی نگه دارد.
عبدالله با اشاره به افزایش شایعات در صفحه‌های اجتماعی مبنی بر اینکه وی با غنی کنار آمده‌است، این را رد کرد و گفت که هیچ معامله‌گری‌ای در این انتخابات صورت نگرفته‌است.
پس از مدتی اختلاف میان عبدالله و غنی بالا گرفت. غنی اعلام کرد که در صورت پیروزی تقسیم قدرت نخواهد کرد، ستاد عبدالله نیز از روند بازشماری رای‌ها خارج شد و سپس ستاد غنی نیز چنین کرد.

#### توافقنامهٔ ملی
سرانجام با پادرمیانی حامد کرزی رئیس‌جمهور و سران جهادی افغان، توافقی ملی میان دو نامزد بسته شد. بدین صورت که برندهٔ انتخابات رئیس‌جمهور و رئیس شورای وزیران شود و با موافقت و فرمان او فردی که نامزد رقیب پیشنهاد می‌کند رئیس اجرایی گماشته شود و ریاست هیئت وزیران را بر عهده گیرد. سمت‌های کلیدی اجرایی و قضایی نیز نیز مساوی میان هر دو تیم بخش شود.
توافق رسمی در ۳۰ سنبله (شهریور) امضا شد و چند ساعت پس از آن نیز کمیسیون مستقل افغانستان محمداشرف غنی احمدزی پیروز انتخابات اعلام کرد.
مفاد توافق‌نامه چنین است:
- الف) تشکیل کمیسیونی با مشورت رئیس اجرایی برای ویراستن قانون اساسی و تشکیل لویه جرگه بدین منظور برای افزودن سمت «صدراعظم اجرایی»
- ب) تشکیل سمت «رئیس اجرایی» با پیشنهاد نامزد رقیب و موافقت رئیس‌جمهور به فرمان او تا شکل‌گیری سمت نخست‌وزیری
- ج) مقامات عالی‌رتبه با توافق رئیس‌جمهور و رئیس اجرایی تعیین می‌شوند
- د) رهبر اپوزیسیون به فرمان رئیس‌جمهور «رهبر تیم دوم» می‌شود و متحد حکومت وحدت ملی به‌شمار می‌رود
- ه) نظام انتخابات اصلاح می‌شود

## تحلیل‌ها و گمانه‌زنی‌ها
به نوشته نظامی تایمز؛ این نتیجه احتمال حضور طولانی‌مدت نظامیان آمریکایی در افغانستان را بسیار افزایش داده‌است چرا که هر دو کاندیدای پیشتاز بارها اعلام کرده‌اند که در صورت انتخاب شدن با آمریکا توافقنامه امنیتی امضا خواهند کرد. بر اساس این توافقنامه که دولت آمریکا خواستار امضای آن شده، حداکثر ده هزار سرباز آمریکایی تا یک دهه دیگر در افغانستان باقی خواهند ماند. حامد کرزای سرسختانه با این موضوع مخالفت کرده بود و این موضوع مشکلات لجستیکی فراوانی را برای نیروهای آمریکایی مستقر در افغانستان ایجاد کرده‌است. اما شکست سنگین نزدیک‌ترین متحد کرزی یعنی زلمی رسول نگرانی آمریکایی‌ها در مورد باقی ماندن قدرت در دستان کرزی را از میان برداشته‌است.
گمانه‌زنی‌هایی هم در مورد حمایت کشورهای خارجی از برخی کاندیداها مطرح است. روزنامه کیهان معتقد است اشرف غنی احمدزی در این انتخابات نامزد موردعلاقه و حمایت غرب و آمریکا و زلمی رسول نامزد موردنظر حامد کرزی رئیس‌جمهور وقت افغانستان بوده‌اند. همچنین به گفته ذاکر حسین ارشاد دانشکده علوم سیاسی دانشگاه ابن سینا کابل؛ صحبت‌های حسن روحانی رئیس‌جمهور ایران دربارهٔ اعتدال در جشن نوروزی که در افغانستان برگزار شد برای بسیاری این شک و شبهه را به وجود آورد که روحانی قصد دارد از زلمی رسول حمایت کند چرا که رسول نیز با شعار اعتدال وارد رقابت انتخابات شده‌است. وی همچنین معتقد است امضا نکردن توافقنامه امنیتی توسط کرزی صرفاً یک رفتار فرصت‌طلبانه سیاسی بوده‌است تا از این موضوع به عنوان یک کارت بازی در انتخابات ریاست‌جمهوری استفاده کند.
به نوشته روزنامه ۸ صبح؛ پایین بودن رای عبدالله در ولایات پشتون‌نشین و پایین بودن رای اشرف غنی در ولایات غیر پشتون‌نشین نشان داده که تعصبات قومی همچنان نقش مهمی در انتخاب‌های سیاسی مردم افغانستان دارد. نقش ژنرال دوستم در کشاندن آرا ازبک‌ها به سوی اشرف غنی و نقش محمد محقق درآوردن رای هزاره‌ها به سمت عبدالله نیز از دیگر عواملیست که نقش تعیین‌کننده مسائل قومیتی را در این انتخابات برجسته می‌کند. این در حالیست که حامد کرزی در دو انتخابات قبلی موفقیت بسیار بیشتری در زمینه به دست آوردن آرای قومیت‌های مختلف داشت.
۱۹ سرطان حامیان عبدالله و فردایش حامیان غنی در هرات تظاهرات کردند.
جان کری وزیر خارجهٔ آمریکا به افغانستان سفر کرد و با دو طرف و نیز کرزی دیدار کرد. کرزی گفت که زمان تحلیف رئیس‌جمهور تغییر نخواهد کرد. آمریکا تهدید کرده‌است که در صورت اقدام‌های فراقانونی کمک‌های خود به افغانستان را خواهد گسست.
آخرین بار پیشنهاد بازشماری ۸هزار محل رای‌دهی از ۲۲هزار محل را سازمان ملل پیشنهاد کرده‌بود و با موافقت غنی و کرزی روبه‌رو شده‌بود که ستاد عبدالله خواستار بازشماری ۱۱هزار محل شده‌است.